# コルグ・01/Wシリーズ

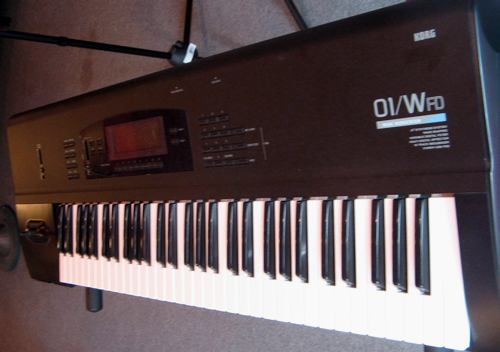
コルグ01W FD

01/W（ゼロ・ワン・ダブリュー）とは、コルグが1991年に発売したシンセサイザーの型番・機種名である。

## 概要
PCM音源方式のAiスクエアシンセシスを採用している。シンセサイザーとして基本的な機能を持ち、また元のPCM波形にAM変調により倍音を加算できる01/Wならではのシンセサイズ方式「ウエーブ・シェイピング」を持っており、ノイジーな音作りに便利であった。また高機能なシーケンサーも搭載されていて、01/W一台で音作りから打ち込みまで行え、ミュージック・ワークステーションと呼ばれ世界中の著名ミュージシャンに愛用された。メインCPUにNECのV50を採用している。
型番の読み方は、『ゼロ・ワン・スラッシュ・ダブリュー』ではなく『ゼロ・ワン・ダブリュー』が正式であるとされている。

### 名前の由来について
同社ヒット商品M1に似た文字列の名前であることから、様々な憶測や都市伝説があるが、いずれも公式なものではない。
開発者たちが「M1の10倍いいからM10という名前にしよう」と提案したところ、社長に「そんな単純な名前では駄目だ」と却下され、M10を逆さまにした01Wとなったという逸話がある。
型番については、単に上司がテーブルの反対側から見て01Wと勘違いしたのが元でそのまま01Wになったという説が一般的だが、ニンテンドーソフトM01の公式ガイドではM10と名付けようとプレゼンテーションした際、対面に位置する社長から見たら文字が逆で01Wとなったという説を掲げている。

## 01/Wのシリーズ
※価格はキーボードマガジン1992年9月号掲載の情報による。
01/W
基本形。61鍵。内蔵シーケンサーは16トラック7000ノート。マルチサウンド254種、ドラムサウンド118種。波形メモリー48Mbit。シーケンスデータは電源を落としても保持される。
01/W FD
01/Wに3.5in2DDフロッピーディスクドライブを搭載した機種。内蔵シーケンサーは16トラック48000ノート。後期型はSMF対応。シーケンスデータは電源を落とすと消えてしまう。当時の定価は260,000円。
01/Wpro
01/W FDを76鍵にした。PCMカードXSC803から高品位なアコースティックピアノの音色「A.Piano2」等を追加するなどでマルチサウンド255種、ドラムサウンド128種。波形メモリー80Mbit=10MByte。発売当初からSMF対応。当時の定価は320,000円。
01/WproX
01/Wproを88鍵、ピアノタッチ鍵盤にした01/Wシリーズの最高機種。当時の定価は420,000円。
01R/W
01Wの音源モジュール版、2Uラックマウントサイズ。当時の定価は200,000円。
03R/W
音源モジュール版、1Uラックマウントサイズ。GM対応。シーケンサーなし。波形メモリー40Mbit。リモートエディターRE1が使用できる。当時の定価は124,000円。

## サウンドライブラリー

### 01W用

#### PCMカード、コンビネーション/プログラムカードのセット
PCMカードは03R/W用と共通。
Best of M&T（XSC-1S）
PCMカードXSC801とプログラム/コンビネーションカードXPC-01のセット。Mシリーズ、Tシリーズで好評だった音色を集めてある。
Orchestral（XSC-2S）
PCMカードXSC802とプログラム/コンビネーションカードXPC-02のセット。
Piano Keyboard（XSC-3S）
PCMカードXSC803とプログラム/コンビネーションカードXPC-03のセット。
Dance（XSC-4S）
PCMカードXSC804とプログラム/コンビネーションカードXPC-04のセット。
Synth Design（XSC-5S）
PCMカードXSC805とプログラム/コンビネーションカードXPC-05のセット。
Ethnic（XSC-6S）
PCMカードXSC806とプログラム/コンビネーションカードXPC-06のセット。

#### コンビネーション/プログラムカード
SOUND ALTERNATIVES（XPC-11）
WAVE SHAPES（XPC-12）
「ウェーブ・シェイピング」を活用した音色を収録したカード。
POP PERFORMANCE（XPC-13）
ROCK CHRONICLE（XPC-14）
GM VOICES（XPC-15）
カードをロードすることでGM用プログラム1-100がA00-99に、GM用プログラム101-128がB00-27に、GM用ドラムセットがB28にロードされ、音色を擬似的にGM配列とすることができる。

#### ソングディスク
3.5in2DDフロッピーディスク。01W、01R/Wはフロッピーディスクドライブを装備していないため使用不可。GMPシリーズはロードすることで音色を擬似的にGM配列とすることができる。
Nostalgic Tour（XPD-01）
HOUSE（GMP-101）
REGGAE（GMP-102）
ROCK'N ROLL（GMP-103）
JAZZ（GMP-104）
LATIN（GMP-105）

### 03R/W用

#### PCMカード、コンビネーション/プログラムカードのセット
PCMカードは01/W用と共通。フロッピーディスクドライブを装備するXシリーズにはロードして使用できる。
Best of M&T（USC-1S）
PCMカードXSC801とプログラム/コンビネーションカードUPC-01のセット。Mシリーズ、Tシリーズで好評だった音色を集めてある。
Orchestral（USC-2S）
PCMカードXSC802とプログラム/コンビネーションカードUPC-02のセット。
Piano Keyboard（USC-3S）
PCMカードXSC803とプログラム/コンビネーションカードUPC-03のセット。
Dance（USC-4S）
PCMカードXSC804とプログラム/コンビネーションカードUPC-04のセット。
Synth Design（USC-5S）
PCMカードXSC805とプログラム/コンビネーションカードUPC-05のセット。
Ethnic（USC-6S）
PCMカードXSC806とプログラム/コンビネーションカードUPC-06のセット。

#### コンビネーション/プログラムカード
X2、X3、X3Rにはロードして使用できる。
SOUND ALTERNATIVES（UPC-11）
WAVE SHAPES（UPC-12）
POP PERFORMANCE（UPC-13）
ROCK CHRONICLE（UPC-14）

## 使用例
小室哲哉は01/WをYOSHIKIとのユニット『V2』のライブや、自身２作目のソロアルバム『HIT FACTORY』のレコーディングや、収録曲『TOO SHY SHY BOY』をテレビで演奏した際に使用した。しかしボディ背面のロゴを黒テープで隠して使用している。
サザンオールスターズのキーボーディストである原由子は、01/W FDをサブ機として88鍵メインキーボードの上に載せ発売当時から現在もライブで使用している。
I'veの高瀬一矢は、01/Wが壊れるたびに修理や、新しいものを必死に探して使用している。01/Wがないと曲が作れないとのこと。
ネプチューンズのシーケンスは01/Wを使って行われていた。
01/Wproは、イエロー・マジック・オーケストラが1993年に再結成してリリースした『テクノドン』による東京ドームでのライブにおいてメンバー3人のそれぞれメイン鍵盤に採用された。